# Jimmy Dorsey

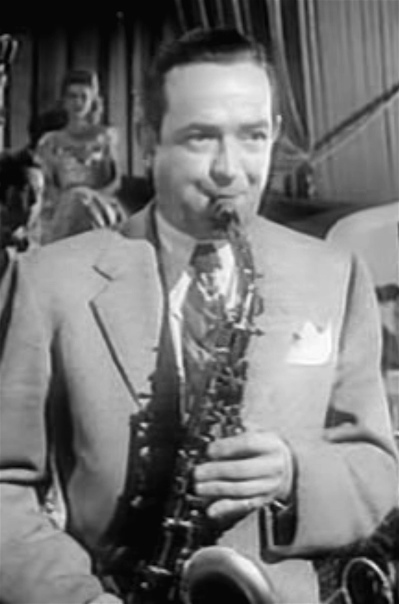
Jimmy Dorsey im Film The Fabulous Dorseys (1947)

James „Jimmy“ Dorsey (* 29. Februar 1904 in Shenandoah, Pennsylvania, USA; † 12. Juni 1957 in New York) war ein US-amerikanischer Jazzmusiker und Big-Band-Leiter. Er spielte Saxophon und Klarinette; war stilistisch einer der bedeutendsten Altsaxofonisten des Jazz und wurde insbesondere von Charlie Parker und Ornette Coleman immer wieder als stilgebend angegeben.

## Biografie
Jimmy Dorsey war der ältere Bruder von Tommy Dorsey (1905–1956), einem ebenfalls bekannten Jazzmusiker, der die Posaune spielte. In den zwanziger Jahren spielten beide einige Zeit lang in Jean Goldkettes und in Paul Whitemans Orchester, bei den California Ramblers sowie in den Studiobands The Little Ramblers und The Charleston Chasers. Jimmy Dorsey gehörte auch dem Orchester von Ted Lewis an, in dem damals auch Don Murray und Benny Goodman spielten.
Seit 1927 führten sie verschiedene Studioensembles als Dorsey Brothers Orchestra. Im April 1934 bildeten sie unter diesem Namen ein festes Orchester mit dem Drummer Ray McKinley, dem Posaunisten Glenn Miller und dem Sänger Bob Crosby. Im Mai 1935 führten Konflikte zwischen den Brüdern (Tommy war eher cholerisch, Jimmy eher umgänglich veranlagt) zum Bruch und zur Übernahme des Orchesters durch Jimmy, der es als Jimmy Dorsey Orchestra weiterführte, nachdem Tommy eines Abends während der Vorstellung einfach gegangen war.
1935 kam, vor dem Bruch, der Sänger Bob Eberly, 1939 die Sängerin Helen O’Connell (1920–1993) dazu. Diese beiden sangen einige der größten Erfolge der Band in den frühen vierziger Jahren, arrangiert von Tutti Camarata, unter anderem 1940 The Breeze and I, 1941 Amapola, Green Eyes, Maria Elena, 1942 Tangerine. 1943 verließ Helen O’Connell die Band.
1947 versöhnten sich Jimmy and Tommy während der Dreharbeiten zu dem semi-autobiographischen Film Die legendären Dorseys. 1953 schloss sich Jimmy erneut Tommys Orchester an, das in The Fabulous Dorseys umbenannt wurde. In diesen späten Jahren 1954 bis 1956 hatten sie auch eine Live-Musikshow (Tommy and Jimmy Dorsey Stage Show, eine CBS-Fernsehshow aus New York), in der auch Elvis Presley im Januar 1956 zum ersten Mal im Fernsehen vorgestellt wurde, der dabei Heartbreak Hotel sang. Stilistisch orientierte sich das Orchester in dieser Zeit insbesondere durch Arrangements von Ernie Wilkins und Neal Hefti zunehmend an Count Basie. Nach dem plötzlichen Tod seines Bruders Tommy Dorsey übernahm Jimmy Dorsey das Orchester und leitete es bis März 1957 unter dem Namen The Fabulous Jimmy Dorsey and his Orchestra. In dieser kurzen Zeit gelang ihm mit dem Titel So Rare noch einmal ein Welterfolg. Im Juni 1957 starb Jimmy an Kehlkopfkrebs in New York, das Orchester übernahm der Tenorsaxophonist Sam Donahue, der es jedoch bald zu einem Sextett verkleinerte.
1983 zog Jimmy Dorsey postum in die Big Band and Jazz Hall of Fame ein.

## Filmografie (Auswahl)
- 1936: That Girl From Paris
- 1941: Birth of the Blues
- 1942: The Fleet’s In
- 1943: I Dood It
- 1944: Four Jills in a Jeep
- 1944: Abenteuer im Harem (Lost in a Harem)
- 1944: Hollywood Canteen
- 1947: Die legendären Dorseys (The Fabulous Dorseys)
- 1948: Music Man
- 1949: Make Believe Ballroom